# Geras

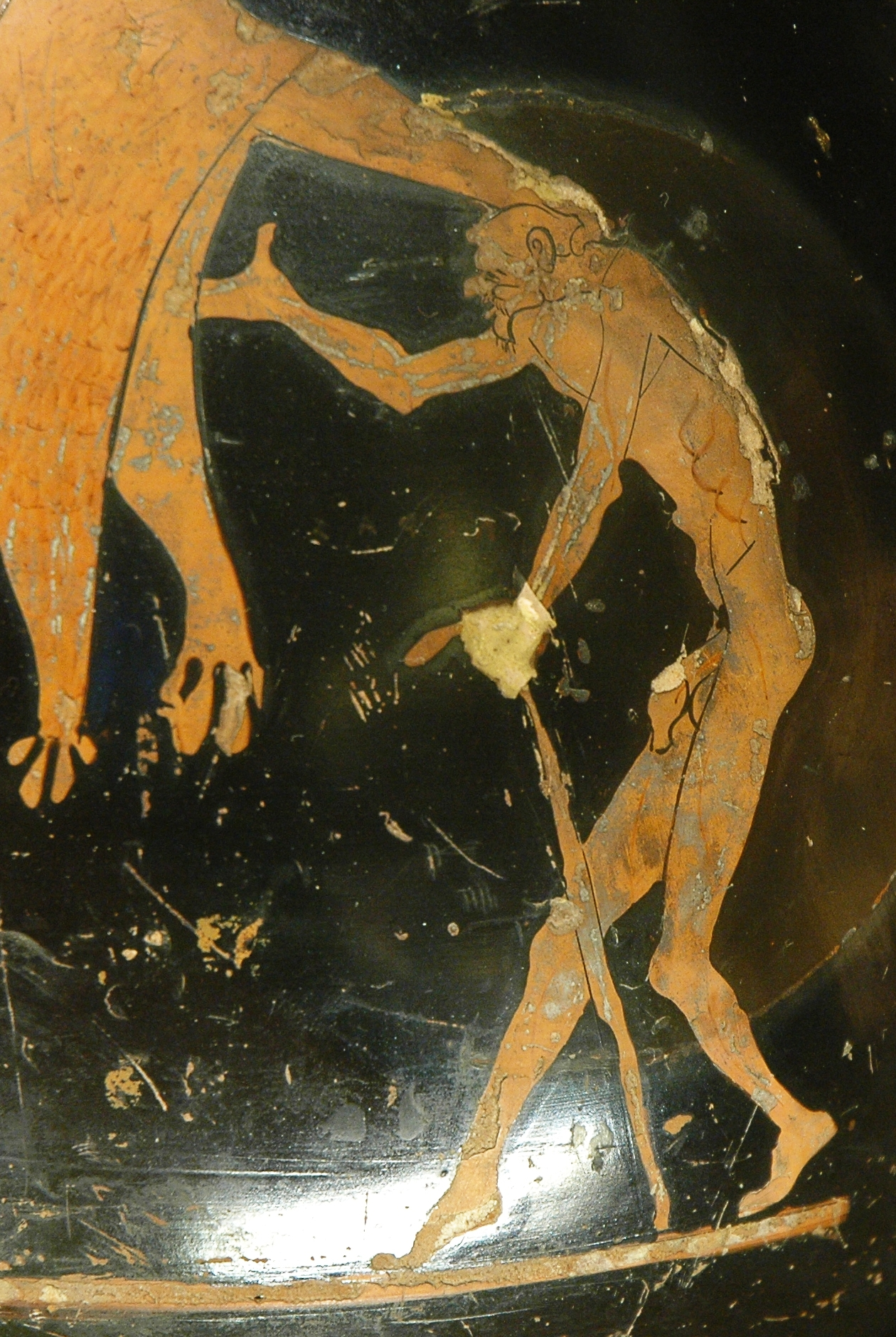
Geras

Na mitologia grega Geras (em grego Γῆρας) é o daemon que personificava a velhice e que era tido como parceiro e prelúdio inevitável de Tânato, a morte. Seu oposto, claro, foi Hebe, a juventude. Seu equivalente na mitologia romana era Senectus.
Representava-se-lhe como um homem encolhido e arrugado, e posteriormente como uma triste mulher apoiada em um báculo e com uma copa que olha a um poço onde há um relógio de areia, alegoria do pouco tempo que lhe fica de vida. Algumas vasilhas do século V a. C. mostram uma cena de Geras com Héracles. Ao perder-se o relato que pretendiam plasmar se interpretou como uma alegoria da vitória do herói sobre a velhice (Heracles morreu jovem e se casou com Hebe) nas vasilhas nas que se lhe pintava manifestamente superior a Geras e inclusive asiéndole dos cabelos; ou como uma tentativa do herói de conhecer que era se fazer velho (em uma vasija na que ambos aparecem falando em posição de igualdade).
Como muitos dos daimones, era filho de Nix, sozinha ou com Érebo. Os autores antigos ressaltavam sua crueldade, pois só os deuses estavam livres de seu poder destruidor e se dizia que só Afrodite sabia como pospor seus efeitos. Um exemplo dessa crueldade é a história de Titono, o amante ao que Eos o fez imortal, mas se esquecendo do fazer eternamente jovem, com o tempo Titono converteu-se em uma massa decrépita de ossos e pele que suplicava se lhe desse morte, foi abandonado por sua amada e acabou convertendo-se em uma cigarra. Este poder de Geras sobre os mortais influiu em suas relações amorosas com deuses, como a de Afrodita, que não se permitiu amar a Eneias mais de uma noite, ou Marpessa, que recusou a Apolo para que não lhe abandonasse quando chegasse a velhice.
Os deuses respeitavam a Geras, pois queriam receber suas honras e valorizavam a experiência que contribuía a velhice, por isso lhe permitiam morar no Olimpo. Também se lhe via como o que punha ponto final às tiranias e os factos injustos que Geras fazia que não fossem eternos. No entanto, seus lógicos efeitos de debilidade e decadência eram temidos e aborrecidos por todos.
Alguns autores afirmam que quando Zeus castigou aos homens lhes enviando a Pandora, a primeira mulher, quis estender sua maldição e enviou com ela a Geras, de tal forma que os homens, por medo a chegar a velhos sem a ajuda de seus filhos, não evitassem o contacto com as mulheres e escapassem ao castigo.
Geras tinha um templo em Atenas e um altar em Cádiz, onde a profunda religiosidade de seus habitantes lhes fazia render culto inclusive à morte.